# Titularbistum Quincy
Das Bistum Quincy (lat. Quinciensis) ist ein römisch-katholisches Titularbistum.
Das Bistum, in den USA gelegen, wurde am 29. Juli 1853 auf einem Teil der Diözese Chicago begründet. Bereits wieder am 9. Januar 1857 aufgehoben, wurde an seiner Stelle das Bistum Alton errichtet, welches wiederum 1929 in Bistum Springfield in Illinois umbenannt wurde. Quincy wurde 1995 in die Liste der Titularbistümer aufgenommen und 1996 erstmals als solches besetzt.
| Titularbischöfe von Quincy |                          |                                                 |               |     |
| Nr.                        | Name                     | Amt                                             | von           | bis |
| 1                          | Francis Joseph Christian | Weihbischof in Manchester (New Hampshire) (USA) | 2. April 1996 |     |